# 屈狐庸
屈狐庸（？—？），羋姓，屈氏，名狐庸，申公巫臣的儿子，吴国行人。

## 为吴行人
前590年，楚共王继位，子重和子反杀了申公巫臣的族人子阎、子蕩和清尹弗忌以及连尹襄老的儿子黑要，并瓜分他们的家产。申公巫臣从晋国写信给子反和子重，发誓要他们疲于奔命而死。申公巫臣向晋景公请求出使到吴国，他使得吴国和晋国通好，带去吴国的三十辆兵车中留下十五辆给吴国，送给吴国射手和御戎，教吴国人使用兵车，教他们安排战阵，教他们背叛楚国。申公巫臣又把自己的儿子屈狐庸留在那里，让他在吴国做行人。吴国从此开始进攻楚国及其盟国，子反和子重一年之内来回七次奉命带兵抵御吴国。

## 聘晋
前542年，吴王夷昧为了沟通吴、晋两国交往的道路，派屈狐庸到晋国聘问。赵武问屈狐庸：“季札最终能立为国君吗？诸樊死于巢之战，戴吴为看门人所杀，上天似乎为季札打开了做国君的大门，他会怎么样？”屈狐庸回答说：“季札不会继位。这是两位君王的命运不好，不是为季札打开做国君的大门。如果上天打开了大门，恐怕是为了现在的国君吧！夷昧很有德行而且又合于法度，有德行就不会失去百姓，合于法度就不会办错事情。百姓亲附而事情有秩序，是上天为他打开大门的。最后保有吴国的，一定是这位国君的子孙。季札是保持节操的人，即便应该拥有国家，也是不愿做国君的。”